# 中国西北地区
西北地区，出自《后汉书·窦融列传》「伐北开西」，是中国西北内陆的一个区域，地理上包括河西走廊、青藏高原北部、内蒙古高原西部、柴达木盆地和新疆大部分的广大区域。通常简称“大西北”、“蒙新”或“西北”。
中華人民共和国四大地理区划中的包括内蒙古、甘肃省、青海省、宁夏回族自治区、新疆维吾尔自治区。中国区域地理分类中依据自然和人文的西北地区是指长城、祁连山、昆仑山以北的地区，包括新疆维吾尔自治区大部、甘肃省黄河以西地区、宁夏回族自治区北部、内蒙古自治区全境。

## 地理

### 地形
西北地区主要地形包括阴山山脉，黄土高原、河套平原、宁夏平原、河西走廊、吐鲁番盆地、准噶尔盆地、塔里木盆地、塔克拉玛干沙漠、祁连山脉、天山山脉、阿尔泰山脉、阿尔金山脉、昆仑山脉等。

### 气候
西北地区深居内陆，再加上高原山地对海洋气流的阻挡，干旱是主的要自然特征，沙漠和戈壁廣布，大部分地区为温带大陆性气候，气温的日较差、年较差大，降水稀少且自东向西递减，东部年降水量僅400毫米，西部減少到200毫米，降水最少的吐鲁番盆地年降水量僅50毫米。

### 水文
西北地区河流多为内流河，且多为季节性河流，塔里木河为中国最大的内流河。额尔齐斯河是中國唯一注入北冰洋的河流，西北地區的湖泊有青海湖、扎陵湖、鄂陵湖、察尔汗盐湖、博斯腾湖、罗布泊、阿克赛钦湖、赛里木湖、艾比湖、乌伦古湖、吉力湖、艾丁湖等。

## 交通
西北地区是中国通往中亚、西亚、欧洲的重要渠道，高速公路有连霍高速、京新高速、京藏高速、青银高速等。铁路有包兰铁路、陇海铁路、兰新铁路等。

## 风景名胜
| 序号 | 名称     | 位置   |
| ---- | -------- | ------ |
| 1    | 凉州文庙 | 武威市 |
| 2    | 凉州石窟 | 武威市 |
| 3    | 莫高窟   | 敦煌市 |

| 序号 | 名称     | 位置       |
| ---- | -------- | ---------- |
| 1    | 沙坡头   | 中卫市     |
| 2    | 六盘山   | 宁夏、甘肃 |
| 3    | 西夏王陵 | 银川市     |

| 序号 | 名称     | 位置                 |
| ---- | -------- | -------------------- |
| 1    | 青海湖   | 青藏高原东北部       |
| 2    | 塔尔寺   | 青海省西宁市         |
| 3    | 可可西里 | 青海省玉树藏族自治州 |

| 序号 | 名称     | 位置                                       |
| ---- | -------- | ------------------------------------------ |
| 1    | 高昌故城 | 新疆维吾尔族自治区吐鲁番市                 |
| 2    | 喀纳斯湖 | 新疆维吾尔族自治区阿勒泰地区布尔津县       |
| 3    | 葡萄沟   | 新疆维吾尔族自治区吐鲁番市                 |
| 4    | 天山天池 | 新疆维吾尔族自治区昌吉回族自治州阜康市     |
| 5    | 那拉提   | 新疆维吾尔族自治区伊犁哈萨克自治州富蕴县   |
| 6    | 可可托海 | 新疆维吾尔族自治区阿勒泰地区新源县         |
| 6    | 赛里木湖 | 新疆维吾尔族自治区博尔塔拉蒙古自治州博乐市 |
| 7    | 博格达峰 | 新疆维吾尔族自治区乌鲁木齐市               |